# Segnaletica stradale in Spagna
I segnali stradali in Spagna sono suddivisi in due gruppi in base al Codice della strada del Paese: segnali fissi e segnali temporanei. All'interno di queste due categorie vi sono poi ulteriori tre categorie: segnali di pericolo, segnali di regolamentazione e segnali di indicazione. Sono validi per tutti gli utenti della strada a meno che l'eccezione non venga esplicitamente indicata da un pannello.
Se c'è del testo nei segnali, questo è in lingua spagnola (castigliano), eccezion fatta per il cartello STOP, riportante la scritta in inglese. Nelle zone dove il catalano e il gallego sono lingue ufficiali, il testo è unicamente in quelle lingue. Nelle zone dove l'aranese è lingua coufficiale, esso compare insieme al catalano; nelle zone dove il basco è lingua coufficiale, esso compare insieme al castigliano.

## Segnali di pericolo
I segnali di pericolo in Spagna vengono posti circa 150 metri prima del pericolo indicato dal segnale stesso su strada extraurbana, a 100 metri lungo le autostrade (ma presegnalati almeno 500 m prima) ed entro 50 metri lungo le strade urbane.
Come previsto dalle convenzioni europee, anche i segnali di pericolo spagnoli hanno forma triangolare con bordo rosso, bordi arrotondati e sono retroriflettenti.
In caso in cui il pericolo indicato sia da intendersi prima dei regolari 150 metri, deve essere apposto un pannello integrativo che ne indichi la diversa distanza.
| Segnale spagnolo | Significato                                                            | Spiegazione |
|                  | Intersezione con priorità                                              | Presegnala un incrocio con una strada di minore importanza in cui si ha la precedenza sui veicoli provenienti sia da destra che da sinistra. |
|                  | Intersezione con priorità sulla strada secondaria a destra             | Presegnala un incrocio a T con una strada di minore importanza che non ha diritto di precedenza e che si immette da destra. |
|                  | Intersezione con priorità sulla strada secondaria a sinistra           | Presegnala un incrocio a T con una strada di minore importanza che non ha diritto di precedenza e che si immette da sinistra. |
|                  | Intersezione con priorità su una strada entrante da destra             | Presegnala un incrocio con corsia di accelerazione od una confluenza sul lato destro della carreggiata. |
|                  | Intersezione con priorità su una strada entrante da sinistra           | Presegnala un incrocio con corsia di accelerazione od una confluenza sul lato sinistro della carreggiata. |
|                  | Intersezione con precedenza a destra                                   | Presegnala un incrocio in cui vige la regola generale di dare la precedenza a destra. |
|                  | Semaforo                                                               | Presegnala un'intersezione regolata da un impianto semaforico. |
|                  | Intersezione con circolazione rotatoria                                | Segnala, sulle strade urbane ed extraurbane, una intersezione regolata da circolazione rotatoria. |
|                  | Ponte mobile                                                           | Presegnala una struttura stradale mobile comunque manovrabile. |
|                  | Incrocio con tranvia                                                   | Presegnala un incrocio con una linea tranviaria che gode del diritto di precedenza. |
|                  | Passaggio a livello con barriere                                       | Segnala un passaggio a livello con barriere o semibarriere ed è integrato con il pannello distanziometrico a tre barre rosse. |
|                  | Passaggio a livello senza barriere                                     | Segnala un passaggio a livello senza barriere o semibarriere ed è integrato con il pannello distanziometrico a tre barre rosse. |
|                  | Pannelli distanziometrici lato destro                                  | Indicano la distanza dal passaggio a livello o dal ponte mobile o dal molo per il quale vengono installati. Sono posti sul lato destro della carreggiata |
|                  | Pannelli distanziometrici lato sinistro                                | Indicano la distanza dal passaggio a livello o dal ponte mobile o dal molo per il quale vengono installati. Sono posti sul lato sinistro della carreggiata |
|                  | Incrocio con un passaggio a livello senza barriere                     | Segnala un passaggio a livello senza barriere con un solo binario, ed invita quindi i conducenti alla massima prudenza, invitandoli a fermarsi immediatamente se fossero attive le due luci rosse lampeggianti e/o il segnale acustico che indicano l'avvicinarsi del treno.   |
|                  | Incrocio con un passaggio a livello senza barriere a più di un binario | Segnala un passaggio a livello senza barriere con più di un binario, ed invita quindi i conducenti alla massima prudenza, invitandoli a fermarsi immediatamente se fossero attive le due luci rosse lampeggianti e/o il segnale acustico che indicano l'avvicinarsi del treno. |
|                  | Aeroporto                                                              | Presegnala la possibilità di improvvisi forti rumori o abbagliamenti dovuti ad aeroplani a bassa quota. |
|                  | Curva pericolosa a destra                                              | Presegnala un tratto di strada non rettilineo pericoloso per la limitata visibilità o per caratteristiche del tracciato (curva stretta a destra). |
|                  | Curva pericolosa a sinistra                                            | Presegnala un tratto di strada non rettilineo pericoloso per la limitata visibilità o per caratteristiche del tracciato (curva stretta a sinistra). |
|                  | Curve pericolose a destra                                              | Presegnala una serie di curve pericolose che si susseguono a distanza ravvicinata; la prima curva è verso destra. |
|                  | Curve pericolose a sinistra                                            | Presegnala una serie di curve pericolose che si susseguono a distanza ravvicinata; la prima curva è verso sinistra. |
|                  | Strada deformata                                                       | Segnala un tratto di strada in cattivo stato o con pavimentazione irregolare. |
|                  | Dosso                                                                  | Segnala un'anomalia altimetrica convessa della strada che limita la visibilità. |
|                  | Cunetta                                                                | Segnala un'anomalia altimetrica concava della strada che limita la visibilità. |
|                  | Discesa pericolosa                                                     | Presegnala un tratto di strada in discesa secondo il senso di marcia. La pendenza è espressa in percentuale. |
|                  | Salita ripida                                                          | Presegnala un tratto di strada in forte salita secondo il senso di marcia. La pendenza è espressa in percentuale. |
|                  | Restringimento della carreggiata                                       | Segnala un restringimento pericoloso della carreggiata su entrambi i lati. |
|                  | Restringimento della carreggiata destra                                | Segnala un restringimento pericoloso della carreggiata posto sul lato destro. |
|                  | Restringimento della carreggiata a sinistra                            | Segnala un restringimento pericoloso della carreggiata posto sul lato sinistro. |
|                  | Lavori                                                                 | Presegnala cantieri di lavori in corso, depositi temporanei di materiale, presenza di macchinari adibiti ai lavori stradali. |
|                  | Strada sdrucciolevole                                                  | Presegnala un tratto di strada che in particolari condizioni climatiche od ambientali può diventare sdrucciolevole. |
|                  | Pedoni                                                                 | Segnala la possibilità di incontrare pedoni sulla carreggiata. |
|                  | Bambini                                                                | Segnala luoghi frequentati da bambini, come le scuole, i giardini pubblici, i campi di gioco e simili. |
|                  | Ciclisti                                                               | Presegnala un attraversamento di ciclisti contraddistinto da appositi segni sulla carreggiata oppure un luogo dove frequentemente i ciclisti si immettono o attraversano la strada.                                                                                            |
|                  | Attraversamento di animali domestici                                   | Presegnala un tratto di strada con probabile improvvisa presenza od attraversamento di animali domestici. |
|                  | Attraversamento di animali selvatici                                   | Presegnala un tratto di strada con probabile improvvisa presenza od attraversamento di animali selvatici. |
|                  | Doppio senso di circolazione                                           | Segnala un tratto di strada che da senso unico diventa a doppio senso. |
|                  | Caduta massi                                                           | Presegnala il pericolo di caduta massi dalla parete rocciosa soprastante con possibile presenza di pietre sulla carreggiata. |
|                  | Molo                                                                   | Presegnala il pericolo di caduta in acqua. Può essere integrato con pannelli distanziometrici. |
|                  | Proiezione di ghiaia                                                   | Presegnala la presenza di pietrisco, di materiale minuto o granaglia che può essere proiettato a distanza o scagliato in aria dai veicoli in transito. |
|                  | Vento laterale                                                         | Presegnala la possibilità di forti raffiche di vento laterale. |
|                  | Scalino laterale                                                       | Presegnala un tratto di strada con uno scalino laterale nel lato indicato dal simbolo presente nel segnale. |
|                  | Coda                                                                   | Presegnala un tratto di strada in cui è in atto un forte rallentamento od una coda del traffico. |
|                  | Ostacolo sulla carreggiata                                             | Presegnala un veicolo fermo lungo la carreggiata per avaria, incidente o altre ragioni. |
|                  | Visibilità ridotta                                                     | Presegnala un tratto di carreggiata con visibilità ridotta a causa di nebbia, neve, pioggia, fumo o altre ragioni. |
|                  | Strada sdrucciolevole per gelo o neve                                  | Presegnala un tratto di strada che può diventare sdrucciolevole per gelo o neve. |
|                  | Altri pericoli                                                         | Segnala un pericolo diverso da quelli indicati negli altri segnali di pericolo. |

## Segnali di regolamentazione

### Segnali di priorità
| Segnale spagnolo | Significato                                        | Spiegazione |
|                  | Dare precedenza                                    | Prescrive di dare precedenza all'incrocio. |
|                  | Fermarsi e dare la precedenza                      | Prescrive l'obbligo di arrestarsi in ogni caso in corrispondenza della striscia trasversale di arresto ad un incrocio e di dare precedenza.                   |
|                  | Strada con diritto di precedenza                   | Indica l'inizio di una strada il cui traffico ha diritto di precedenza.                                                                                       |
|                  | Fine della strada con diritto di precedenza        | Indica la fine di una strada il cui traffico ha diritto di precedenza.                                                                                        |
|                  | Precedenza ai veicoli provenienti in senso inverso | Prescrive di dare precedenza ai veicoli provenienti in direzione opposta in una strada a doppio senso che consente il passaggio di una sola fila di veicoli.  |
|                  | Precedenza rispetto al traffico inverso            | Indica la precedenza rispetto ai veicoli provenienti in direzione opposta in una strada a doppio senso che consente il passaggio di una sola fila di veicoli. |

### Segnali di divieto di accesso
| Segnale spagnolo | Significato | Spiegazione |
|                  | Circolazione vietata                                                                                               | Vieta a tutti i veicoli di entrare in una strada. |
|                  | Divieto di accesso                                                                                                 | Vieta di entrare in una strada accessibile invece in un altro senso. |
|                  | Accesso vietato ai veicoli a motore                                                                                | Vieta il transito a tutti i veicoli a motore. |
|                  | Accesso vietato ai veicoli a motore tranne che ai motocicli a due ruote senza sidecar                              | Vieta il transito a tutti i veicoli a motore eccetto che ai motocicli a due ruote senza sidecar. |
|                  | Accesso vietato alle motociclette                                                                                  | Vieta il transito alle motociclette. |
|                  | Accesso vietato ai ciclomotori                                                                                     | Vieta il transito ai ciclomotori a due e a tre ruote, ai quadricicli leggeri e ai veicoli per persone con mobilità ridotta (carrozzine). |
|                  | Accesso vietato ai mezzi destinati al trasporto merci                                                              | Vieta il transito ai veicoli destinati al trasporto di merci, indipendentemente dalla loro massa. |
|                  | Accesso vietato ai mezzi destinati al trasporto merci con massa a pieno carico superiore a quello indicata         | Vieta il transito ai veicoli destinati al trasporto di merci aventi massa a pieno carico superiore a quella indicata nel segnale (nell'esempio 3,5 t). |
|                  | Accesso vietato ai veicoli che trasportano merci pericolose                                                        | Vieta il transito ai veicoli che trasportano merci pericolose, come esplosivi, benzina, materie tossiche o radioattive. |
|                  | Accesso vietato ai veicoli che trasportano merci esplosive o infiammabili                                          | Vieta il transito ai veicoli che trasportano merci esplosive o infiammabili. |
|                  | Accesso vietato ai veicoli il cui carico può inquinare le acque                                                    | Vieta il transito ai veicoli che trasportano più di 1000 litri di sostanze suscettibili di contaminare l'acqua. |
|                  | Accesso vietato ai mezzi agricoli a motore                                                                         | Vieta il transito a tutti i mezzi agricoli a motore. |
|                  | Accesso vietato ai veicoli a motore con un rimorchio, che non sia un semirimorchio o un rimorchio con un solo asse | Vieta il transito a tutti i veicoli a motore trainanti un rimorchio che non sia un semirimorchio o un rimorchio con un solo asse. Tale prescrizione può essere ristretta solamente ai veicoli il cui rimorchio supera un certo limite di peso: in tale caso il limite di peso è indicato in un pannello integrativo o nella sagoma del rimorchio (come nell'esempio). |
|                  | Accesso vietato ai veicoli a trazione animale                                                                      | Vieta il transito ai veicoli a trazione animale. |
|                  | Accesso vietato alle biciclette                                                                                    | Vieta il transito alle biciclette. |
|                  | Divieto di circolazione ai carri a mano                                                                            | Vieta il transito ai carri a mano. |
|                  | Accesso vietato ai pedoni                                                                                          | Vieta il transito ai pedoni. |
|                  | Accesso vietato agli animali da sella                                                                              | Vieta il transito agli animali da sella. |

### Segnali di restrizioni di accesso
| Segnale spagnolo | Significato                       | Spiegazione |
|                  | Divieto di passare senza fermarsi | Impedisce di oltrepassare il segnale senza fermarsi ad un controllo; le ragioni del controllo sono indicate nel segnale (ad esempio controlli doganali, controlli di polizia, pagamento del pedaggio, ...). |
|                  | Limitazione di peso               | Vieta il transito ai veicoli aventi massa superiore a quella indicata in tonnellate al momento del transito.                                                                                                |
|                  | Limitazione di peso per asse      | Vieta il transito ai veicoli aventi sull'asse più caricato una massa superiore a quella indicata al momento del transito.]                                                                                  |
|                  | Limitazione di lunghezza          | Vieta il transito ai veicoli od ai complessi di veicoli di lunghezza superiore alla lunghezza indicata in metri.                                                                                            |
|                  | Limitazione di larghezza          | Vieta il transito ai veicoli aventi larghezza superiore a quella indicata in metri. |
|                  | Limitazione di altezza            | Vieta il transito ai veicoli aventi altezza superiore a quella indicata in metri. |

### Altre proibizioni o restrizioni
| Segnale spagnolo | Significato                                           | Spiegazione |
|                  | Distanza minima                                       | Vieta di seguire il veicolo che precede ad una distanza inferiore a quella indicata, in metri, sul segnale (salvo che per le manovre di sorpasso). |
|                  | Velocità massima                                      | Indica la velocità massima in chilometri orari alla quale i veicoli possono procedere immediatamente dopo il segnale. La limitazione di velocità si intende valida fino al raggiungimento o di un nuovo segnale di velocità massima o del segnale o del segnale . Esistono due eccezioni a tale regola: - se il segnale di limite di velocità è abbinato ad un segnale di pericolo, il limite di velocità decade quando si è superato il pericolo - se il segnale di limite di velocità è installato su una strada che non gode con il diritto di precedenza, il limite di velocità decade dopo aver incrociato una strada che gode del diritto di precedenza |
|                  | Divieto di svoltare a destra                          | Vieta di svoltare a destra al prossimo incrocio. |
|                  | Divieto di svoltare a sinistra                        | Vieta di svoltare a sinistra al prossimo incrocio e di effettuare un'inversione di marcia. |
|                  | Divieto d'inversione                                  | Vieta di effettuare un'inversione di marcia. |
|                  | Divieto di sorpasso                                   | Vieta di sorpassare i veicoli a motore che non siano motociclette a due ruote senza sidecar. La limitazione al sorpasso si intende valida fino al raggiungimento o del segnale o del segnale . |
|                  | Divieto di sorpasso per gli autocarri                 | Indica il divieto agli autocarri di massa a pieno carico superiore a 3,5 t di sorpassare i veicoli a motore che non siano motociclette a due ruote senza sidecar. La limitazione al sorpasso si intende valida fino al raggiungimento o del segnale o del segnale . |
|                  | Divieto di fermata e sosta                            | Vieta la sosta e la fermata o qualsiasi temporanea sospensione della marcia ai veicoli. Salvo indicazione contraria, il divieto si intende valido fino alla prossima intersezione e si applica solamente al lato della strada dove è posto il segnale. |
|                  | Divieto di sosta                                      | Vieta la sosta dei veicoli. Salvo indicazione contraria, il divieto si intende valido fino alla prossima intersezione e si applica solamente al lato della strada dove è posto il segnale. |
|                  | Divieto di sosta nei giorni dispari                   | Vieta la sosta dei veicoli nei soli giorni dispari. Salvo indicazione contraria, il divieto si intende valido fino alla prossima intersezione e si applica solamente al lato della strada dove è posto il segnale. |
|                  | Divieto di sosta nei giorni pari                      | Vieta la sosta dei veicoli nei soli giorni pari. Salvo indicazione contraria, il divieto si intende valido fino alla prossima intersezione e si applica solamente al lato della strada dove è posto il segnale. |
|                  | Divieto di sosta nei primi quindici giorni del mese   | Vieta la sosta dei veicoli dalle ore 9:00 del 1º giorno del mese fino alle ore 9:00 del 16º giorno del mese. Salvo indicazione contraria, il divieto si intende valido fino alla prossima intersezione e si applica solamente al lato della strada dove è posto il segnale. |
|                  | Divieto di sosta nei secondi quindici giorni del mese | Vieta la sosta dei veicoli dalle ore 9:00 del 16º giorno del mese fino alle ore 9:00 del 1º giorno del mese successivo. Salvo indicazione contraria, il divieto si intende valido fino alla prossima intersezione e si applica solamente al lato della strada dove è posto il segnale. |
|                  | Divieto di sosta nel passo carrabile                  | Vieta la sosta in corrispondenza di un passo carrabile. |
|                  | Zona a sosta limitata                                 | Indica una zona in cui la durata della sosta è limitata nel tempo e dove il conducente ha l'obbligo di indicare l'orario di inizio della sosta col disco orario. Il segnale può essere utilizzato anche per indicare una zona in cui la sosta è a pagamento. |
|                  | Divieto di segnalazioni acustiche                     | Vieta l'uso di avvisatori acustici salvo il caso di pericolo immediato. La limitazione all'utilizzo di segnalazioni acustiche si intende valida fino al raggiungimento o del segnale o del segnale . |

### Segnali di obbligo
| Segnale spagnolo | Significato                                                                       | Spiegazione |
|                  | Direzione obbligatoria a destra                                                   | Indica che la sola direzione consentita al conducente è quella di andare a destra. |
|                  | Direzione obbligatoria a sinistra                                                 | Indica che la sola direzione consentita al conducente è quella di andare a sinistra. |
|                  | Direzione obbligatoria dritto                                                     | Indica che la sola direzione consentita al conducente è quella di andare dritta. |
|                  | Preavviso di direzione obbligatoria a destra                                      | Preavvisa che la sola direzione consentita al conducente è quella di andare a destra. |
|                  | Preavviso di direzione obbligatoria a sinistra                                    | Preavvisa che la sola direzione consentita al conducente è quella di andare a sinistra. |
|                  | Passaggio obbligatorio a destra                                                   | Obbliga i conducenti a passare a destra dell'ostacolo come un cantiere, uno spartitraffico, un salvagente o un'isola di traffico. |
|                  | Passaggio obbligatorio a sinistra                                                 | Obbliga i conducenti a passare a sinistra dell'ostacolo come un cantiere, uno spartitraffico, un salvagente o un'isola di traffico. |
|                  | Passaggio obbligatorio a destra o sinistra                                        | Obbliga i conducenti a passare a destra o a sinistra dell'ostacolo come un cantiere, uno spartitraffico, un salvagente o un'isola di traffico. |
|                  | Intersezione con percorso rotatorio obbligato                                     | Indica ai conducenti l'obbligo di circolare nel verso antiorario indicato dalle frecce attorno all'area di rotazione. È posto subito prima di una piazza dove si svolge circolazione rotatoria. |
|                  | Circolare diritto o svoltare a destra                                             | Direzioni consentite a dritto ed a destra. |
|                  | Circolare diritto o svoltare a sinistra                                           | Direzioni consentite a dritto ed a sinistra. |
|                  | Svoltare a destra o a sinistra                                                    | Direzioni obbligatorie a destra ed a sinistra. |
|                  | Carreggiata per autoveicoli, eccetto che per motociclette senza sidecar           | Obbliga i conducenti di autoveicoli (ma non di motociclette senza sidecar) a servirsi della carreggiata all'inizio della quale è posto il segnale in questione. |
|                  | Carreggiata per motociclette senza sidecar                                        | Obbliga i conducenti di motociclette senza sidecar a servirsi della carreggiata all'inizio della quale è posto il segnale in questione. |
|                  | Carreggiata per autocarri, furgoni e furgoncini                                   | Obbliga i conducenti di tutte le tipologie di autocarri e furgoni, indipendentemente dalla loro massa, a servirsi della carreggiata all'inizio della quale è posto il segnale in questione. Se nella sagoma presente nel segnale o su un pannello integrativo figura un valore di peso in tonnellate, l'obbligo imposto dal segnale si applica solamente ai veicoli o complessi di veicoli la cui massa a pieno carico supera quella indicata |
|                  | Percorso riservato alle biciclette o ciclopista                                   | Indica l'inizio di un percorso riservato e obbligatorio per le biciclette. |
|                  | Percorso riservato ai ciclomotori                                                 | Indica l'inizio di un percorso riservato e obbligatorio per i ciclomotori. |
|                  | Percorso riservato ai veicoli a trazione animale                                  | Indica l'inizio di un percorso riservato e obbligatorio per i veicoli a trazione animale. |
|                  | Percorso riservato agli animali da sella                                          | Indica l'inizio di un percorso riservato e obbligatorio per gli animali da sella. |
|                  | Percorso riservato ai pedoni                                                      | Indica un percorso riservato e obbligatorio per i pedoni. |
|                  | Velocità minima                                                                   | Obbliga i conducenti di veicoli a circolare ad una velocità in chilometri orari uguale o superiore a quella indicata nel segnale. La limitazione di velocità si intende valida fino al raggiungimento o del segnale o di un limite di velocità massima inferiore o uguale al limite di velocità minima precedentemente imposto. |
|                  | Catene da neve                                                                    | Vieta il transito ai veicoli sprovvisti di catene da neve o altri dispositivi analoghi autorizzati. |
|                  | Luci anabbaglianti                                                                | Indica l'obbligo di accensione delle luci anabbaglianti. |
|                  | Carreggiata per veicoli che trasportano merci pericolose                          | Obbliga i conducenti di veicoli che trasportano merci pericolose a servirsi della carreggiata all'inizio della quale è posto il segnale in questione. |
|                  | Carreggiata per veicoli che trasportano merci suscettibili di contaminare l'acqua | Obbliga i conducenti di veicoli che trasportano più di 1000 litri di merci suscettibili di contaminare l'acqua a servirsi della carreggiata all'inizio della quale è posto il segnale in questione. |
|                  | Carreggiata per veicoli che trasportano merci esplosive o infiammabili            | Obbliga i conducenti di veicoli che trasportano merci esplosive o infiammabili a servirsi della carreggiata all'inizio della quale è posto il segnale in questione. |
|                  | Obbligo delle cinture di sicurezza                                                | Indica l'obbligo di indossare le cinture di sicurezza. |
|                  | Corsia riservata al telepedaggio                                                  | Indica l'inizio di una corsia riservata ai mezzi dotati del sistema di telepedaggio. |

### Segnali di fine obbligo
| Segnale spagnolo | Significato                                    | Spiegazione |
|                  | Fine dei divieti precedenti                    | Indica il punto ove le prescrizioni precedentemente indicate cessano di essere valide.                                                                             |
|                  | Fine della velocità massima                    | Indica la fine del limite sulla velocità massima alla quale i veicoli possono procedere e ripristina il consueto limite di velocità relativo alla strada percorsa. |
|                  | Fine divieto di sorpasso                       | Indica la fine del divieto a tutti i veicoli di sorpassare i veicoli a motore diversi dai motocicli e dai ciclomotori.                                             |
|                  | Fine del divieto di sorpasso per gli autocarri | Indica la fine del divieto a tutti i veicoli non adibiti al trasporto di persone di massa a pieno carico oltre 3,5 t di sorpassare i veicoli a motore.             |
|                  | Fine sella zona con sosta limitata             | Indica la fine della zona con sosta limitata. |
|                  | Fine pista ciclabile                           | Indica la fine di una pista ciclabile. |
|                  | Fine della velocità minima                     | Indica la fine della validità del limite minimo di velocità. |

## Segnali di indicazione

### Segnali di indicazione generale
| Segnale spagnolo | Significato                                            | Spiegazione |
|                  | Autostrada                                             | Indica l'inizio di un'autostrada. |
|                  | Autovia                                                | Indica l'inizio di un'autovia. |
|                  | Fine dell'autostrada                                   | Indica la fine di un'autostrada. |
|                  | Fine autovia                                           | Indica la fine di un'autovia. |
|                  | Strada riservata ai veicoli a motore                   | Indica l'inizio di una strada riservata ai veicoli a motore. |
|                  | Fine strada riservata ai veicoli a motore              | Indica la fine di una strada riservata ai veicoli a motore. |
|                  | Galleria                                               | Indica l'inizio di una galleria e la sua eventuale lunghezza. |
|                  | Fine galleria                                          | Indica la fine di una galleria. |
|                  | Velocità consigliata                                   | Indica la velocità in chilometri orari che si consiglia di non superare in buone condizioni atmosferiche e di traffico. Se il segnale in questione è abbinato ad un segnale di pericolo il tratto in cui si consiglia di guidare alla velocità indicata è solo quello fino al superamento del pericolo indicato. |
|                  | Fine velocità consigliata                              | Indica la fine di un tratto con velocità consigliata. |
|                  | Intervallo di velocità consigliato                     | Indica l'intervallo di velocità in cui si consiglia di mantenersi in buone condizioni atmosferiche e di traffico. |
|                  | Fine dell'intervallo di velocità consigliato           | Indica la fine dell'intervallo di velocità consigliato. |
|                  | Carreggiata a senso unico                              | Segnala che la carreggiata è a senso unico nella direzione nella freccia. |
|                  | Carreggiata a senso unico (due corsie)                 | Segnala che la carreggiata è a senso unico nella direzione nella freccia e che il traffico è organizzato in due corsie di marcia. |
|                  | Carreggiata a senso unico (tre corsie)                 | Segnala che la carreggiata è a senso unico nella direzione nella freccia e che il traffico è organizzato in tre corsie di marcia. |
|                  | Tratto di carreggiata a senso unico                    | Segnala che la carreggiata è a senso unico nella direzione nella freccia. |
|                  | Ubicazione di passaggio pedonale                       | Indica un attraversamento pedonale non regolato da semaforo e non in corrispondenza di un incrocio stradale. |
|                  | Cavalcavia pedonale                                    | Indica un cavalcavia pedonale. |
|                  | Sottopassaggio pedonale                                | Indica un sottopassaggio pedonale. |
|                  | Preavviso di carreggiata senza uscita                  | Preavvisa che la carreggiata che nel segnale risulta sbarrata con un simbolo rosso è senza uscita per tutti i veicoli. |
|                  | Area per la frenata d'emergenza                        | Indica una corsia demarcata in rossobianco seguita da un letto di ghiaia sul quale i conducenti, in caso di avaria dei freni, possono far fermare il veicolo. |
|                  | Parcheggio                                             | Indica un parcheggio autorizzato. Consente la sosta a tempo indeterminato salvo indicazioni differenti. |
|                  | Spazio riservato ai taxi                               | Segnala uno spazio riservato alla sosta e alla fermata dei taxi. |
|                  | Fermata di autobus                                     | Segnala una fermata di autobus. |
|                  | Fermata di tram                                        | Segnala una fermata di tram. |
|                  | Transitabilità delle strade di montagna                | Indica che se la strada in questione è transitabile e le eventuali restrizioni al transito. Il segnale è dotato di tre pannelli che vengono modificati a seconda delle condizioni della strada. Nel pannello 1 possono essere poste le seguenti indicazioni: - Pannello bianco con la scritta nera ABIERTO (aperto): indica che la strada è aperta al transito senza alcuna particolare restrizione - Pannello verde: indica che la strada è aperta al transito ma vige il divieto di sorpasso per gli autocarri sopra le 3,5 t - Pannello giallo: indica che la strada è chiusa al transito per gli autocarri sopra le 3,5 t e che per gli altri veicoli vige un limite di velocità massima di 60 km/h - Pannello rosso: indica che la strada è chiusa al transito per gli autocarri, gli autobus e per i veicoli articolati e che per gli altri veicoli vige un limite di velocità massima di 30 km/h e l'obbligo di utilizzare catene da neve - Pannello nero con la scritta CERRATO (chiuso): indica che la strada è chiusa a tutti i veicoli Nel pannello 2 possono essere posto segnali che ricordano i divieti imposti dai colori del pannello 2 oppure informazioni riguardanti l'uso obbligatorio o consigliato di catene da neve mentre nel pannello 3 viene indicata la località a partire dalla quale si applicano le prescrizioni imposte dai pannelli 1 e 2. |
|                  | Inversione di marcia allo stesso livello               | Segnala alla distanza indicata la presenza di un luogo dove è possibile effettuare un'inversione di marcia senza utilizzare infrastrutture a livelli sfalsati (come sottopassaggi, cavalcavia, ...). |
|                  | Ospedale                                               | Indica la presenza di una struttura ospedaliera nelle vicinanze ed invita ad evitare i rumori. |
|                  | Fine dell'obbligo di accensione dei fari anabbaglianti | Indica la fine dell'obbligo di accensione delle luci anabbaglianti. |
|                  | Inversione di marcia a livelli sfalsati                | Indica un'uscita tramite la quale è possibile effettuare un'inversione di marcia utilizzando un'infrastruttura a livelli sfalsati (come un sottopassaggio, un cavalcavia, ...). |
|                  | Pannelli distanziometrici per uscite                   | Indicano la distanza (rispettivamente 300, 200 e 100 metri) da un'uscita lungo un'autostrada, un'autovia o una strada riservata ai veicoli a motore. |
|                  | Direzione per la colonnina SOS                         | Indica la direzione da seguire per il raggiungimento della colonnina SOS. |
|                  | Strada residenziale                                    | Indica l'inizio di una zona residenziale. Nelle zone residenziali i pedoni possono utilizzare tutta la superficie stradale e godono del diritto di precedenza rispetto ai veicoli (anche se non devono intralciare inutilmente il traffico); inoltre è ammesso il gioco in strada. Per i veicoli vige il limite di velocità di 20 km/h ed inoltre ad essi è vietata la sosta al di fuori delle aree espressamente adibite a ciò (tramite demarcazioni o segnali verticali). |
|                  | Fine della strada residenziale                         | Indica la fine di una zona residenziale e il ripristino delle consuete norme di circolazione. |
|                  | Zona a 30 km/h                                         | Indica una zona in cui vige il limite di velocità a 30 km/h e in cui i pedoni godono del diritto di precedenza rispetto ai veicoli. |
|                  | Fine della zona a 30 km/h                              | Indica la fine della zona a velocità limitata e il ripristino delle consuete norme di circolazione. |
|                  | Telepedaggio                                           | Indica una corsia riservata ai clienti dotati del sistema di telepedaggio. |
|                  | Sentiero ciclabile                                     | Indica la presenza di un percorso riservato ai pedoni e alle biciclette che è fisicamente separato dalle strade per il traffico motorizzato (ad esempio un sentiero in un parco, in un bosco, in un giardino o in altri spazi aperti). |
|                  | Piazzuola                                              | Indica una piazzola dove è consentita la fermata. |
|                  | Piazzuola (con telefono di emergenza)                  | Indica una piazzola, dotata di un telefono di emergenza, dove è consentita la fermata di veicoli in panne. |

### Segnali di corsia
| Segnale spagnolo | Significato                             | Spiegazione                                                                 |
|                  | Aumento di corsie con velocità minima   | Indica un aumento del numero delle corsie con la eventuale velocità minima. |
|                  | Corsie percorribili con velocità minima | Indica il numero delle corsie percorribili con l'eventuale velocità minima. |
|                  | Corsia riservata agli autobus           | Indica una corsia riservata agli autobus.                                   |
|                  | Riduzione delle corsie disponibili      | Indica una riduzione delle corsie disponibili.                              |
|                  | Aumento delle corsie disponibili        | Indica un aumento delle corsie disponibili.                                 |
|                  | Utilizzo delle corsie                   | Indica l'utilizzo delle corsie disponibili.                                 |

### Segnali di servizio
| Segnale spagnolo | Significato                                       | Spiegazione                                                                                                  |
|                  | Pronto soccorso                                   | Indica la presenza di un pronto soccorso.                                                                    |
|                  | Pronto soccorso con ambulanza                     | Indica la presenza di un pronto soccorso con ambulanza.                                                      |
|                  | Ispezione tecnica dei veicoli                     | Indica la presenza di un servizio di ispezione tecnica dei veicoli.                                          |
|                  | Assistenza meccanica                              | Indica la presenza di un'officina di riparazioni.                                                            |
|                  | Telefono                                          | Indica un telefono pubblico.                                                                                 |
|                  | Rifornimento                                      | Indica la presenza di un posto di rifornimento.                                                              |
|                  | Rifornimento e assistenza meccanica               | Indica la presenza di un posto di rifornimento con assistenza meccanica.                                     |
|                  | Campeggio                                         | Indica un campeggio.                                                                                         |
|                  | Acqua                                             | Indica la presenza di un posto di rifornimento idrico.                                                       |
|                  | Punto panoramico                                  | Indica la presenza di un punto panoramico.                                                                   |
|                  | Albergo-motel                                     | Indica la presenza di un albergo o un motel.                                                                 |
|                  | Ristorante                                        | Indica la presenza di un ristorante                                                                          |
|                  | Bar                                               | Indica la presenza di un bar.                                                                                |
|                  | Terreno per roulotte                              | Indica la presenza di un terreno adibito ad ospitare roulotte o case mobili.                                 |
|                  | Area pic-nic                                      | Indica la presenza di un'area pic-nic.                                                                       |
|                  | Punto di partenza per un percorso escursionistico | Indica la presenza di percorso escursionistico con partenza nei pressi del segnale.                          |
|                  | Campeggio o terreno per roulotte                  | Indica un campeggio od un terreno per la sosta di roulotte o motorhome.                                      |
|                  | Ostello della gioventù                            | Indica la presenza di un ostello della gioventù.                                                             |
|                  | Informazioni                                      | Indica la presenza di un punto informazioni.                                                                 |
|                  | Luogo di pesca                                    | Indica la presenza di un luogo in cui è possibile esercitare l'attività della pesca.                         |
|                  | Parco nazionale                                   | Indica la presenza di un parco nazionale, il cui nome è eventualmente indicato nello spazio blu del segnale. |
|                  | Monumento                                         | Indica la presenza di un monumento storico od artistico.                                                     |
|                  | Altri servizi                                     | Indica la presenza del servizio indicato all'interno del rettangolo bianco.                                  |
|                  | Area di parcheggio                                | Indica la presenza di un'area di parcheggio.                                                                 |
|                  | Parcheggio di interscambio con treno              | Indica la presenza di un'area di parcheggio di interscambio con una linea ferroviaria.                       |
|                  | Parcheggio di interscambio con metropolitana      | Indica la presenza di un'area di parcheggio di interscambio con una linea di metropolitana.                  |
|                  | Parcheggio di interscambio con bus                | Indica la presenza di un'area di parcheggio di interscambio con una linea di bus.                            |
|                  | Area di servizio                                  | Indica la presenza di un'area di servizio.                                                                   |

### Segnali di orientamento

#### Segnali di presegnalazione
| Segnale spagnolo | Significato                                           | Spiegazione |
|                  | Presegnalazione di rotatoria                          | Indica le direzioni raggiungibili alla rotatoria che si andrà a raggiungere.                                            |
|                  | Presegnalazione di direzioni su strada extraurbana    | Indica le direzioni raggiungibili al prossimo incrocio su strada extraurbana.                                           |
|                  | Presegnalazione di direzioni su autostrada            | Indica le direzioni raggiungibili al prossimo incrocio lungo un'autostrada.                                             |
|                  | Presegnalazione di direzioni su autostrada            | Indica le direzioni raggiungibili al prossimo incrocio lungo un'autostrada con svincolo su strada comune.               |
|                  | Presegnalazione di direzioni su strada comune a ponte | Indica le direzioni raggiungibili al prossimo incrocio lungo una strada comune e posto a scavalco sopra la carreggiata. |
|                  | Presegnalazione di itinerario                         | Indica il percorso da seguire per pervenire in una via.                                                                 |

#### Segnali di identificazione delle strade
| Segnale spagnolo | Significato                                 | Spiegazione                                          |
|                  | Numero strada europea                       | Identifica una strada europea.                       |
|                  | Numero autostrada                           | Identifica una autostrada.                           |
|                  | Numero autostrada a pagamento               | Identifica una autostrada.                           |
|                  | Numero strada statale                       | Identifica una strada statale.                       |
|                  | Numero strada secondaria di primo livello   | Identifica una strada secondaria di primo livello.   |
|                  | Numero strada secondaria di secondo livello | Identifica una strada secondaria di secondo livello. |
|                  | Numero strada secondaria di terzo livello   | Identifica una strada secondaria di terzo livello.   |

#### Segnali di localizzazione
| Segnale spagnolo | Significato                                      | Spiegazione                                                                            |
|                  | Inizio del comune                                | Indica l'inizio di un centro abitato.                                                  |
|                  | Fine della località                              | Indica la fine di un centro abitato.                                                   |
|                  | Inizio della provincia                           | Indica l'inizio di una provincia.                                                      |
|                  | Inizio della comunità autonoma                   | Indica l'inizio di una comunità autonoma.                                              |
|                  | Inizio della comunità autonoma e della provincia | Indica l'inizio di una comunità autonoma e della relativa provincia                    |
|                  | Progressiva chilometrica autostradale            | Indica la progressiva chilometrica dell'autostrada in oggetto per i multipli di 10 km. |

#### Segnali di conferma
| Segnale spagnolo | Significato                                     | Spiegazione                                             |
|                  | Segnale di conferma per le strade convenzionali | Indica la distanza dalle località indicate nel segnale. |

### Altri segnali
| Segnale spagnolo | Significato                         | Spiegazione |
|                  | Ingresso in Spagna                  | Indica l'ingresso nel territorio del Regno di Spagna.                                                                        |
|                  | Limiti di velocità generali         | Indica i limiti generali di velocità presenti nello Stato, validi per le autovetture. È posto in prossimità delle frontiere. |
|                  | Controllo di velocità               | Indica un posto di rilevazione automatica della velocità.                                                                    |
|                  | Controllo di velocità su autostrade | Indica un posto di rilevazione automatica della velocità lungo le autostrade.                                                |

## Segnali temporanei
| Segnale spagnolo | Significato                                                  | Spiegazione |
|                  | Intersezione con priorità                                    | Presegnala un incrocio con una strada di minore importanza in cui si ha la precedenza sui veicoli provenienti sia da destra che da sinistra.           |
|                  | Intersezione con priorità sulla strada secondaria a destra   | Presegnala un incrocio a T con una strada di minore importanza che non ha diritto di precedenza e che si immette da destra.                            |
|                  | Intersezione con priorità sulla strada secondaria a sinistra | Presegnala un incrocio a T con una strada di minore importanza che non ha diritto di precedenza e che si immette da sinistra.                          |
|                  | Intersezione con priorità su una strada entrante da destra   | Presegnala un incrocio con corsia di accelerazione od una confluenza sul lato destro della carreggiata.                                                |
|                  | Intersezione con priorità su una strada entrante da sinistra | Presegnala un incrocio con corsia di accelerazione od una confluenza sul lato sinistro della carreggiata.                                              |
|                  | Intersezione con priorità a destra                           | Presegnala un incrocio in cui vige la regola generale di dare la precedenza a destra.                                                                  |
|                  | Semaforo                                                     | Presegnala un impianto semaforico posto su strade sia urbane che extraurbane.                                                                          |
|                  | Intersezione con circolazione rotatoria                      | Segnala, sulle strade urbane e extraurbane, una intersezione regolata da circolazione rotatoria.                                                       |
|                  | Curva pericolosa a destra                                    | Presegnala un tratto di strada non rettilineo pericoloso per la limitata visibilità o per caratteristiche del tracciato (curva stretta a destra).      |
|                  | Curva pericolosa a sinistra                                  | Presegnala un tratto di strada non rettilineo pericoloso per la limitata visibilità o per caratteristiche del tracciato (curva stretta a sinistra).    |
|                  | Doppia curva pericolosa, la prima a destra                   | Presegnala una doppia curva, di cui la prima a destra.                                                                                                 |
|                  | Doppia curva pericolosa, la prima a sinistra                 | Presegnala una doppia curva, di cui la prima a sinistra.                                                                                               |
|                  | Strada deformata                                             | Segnala un tratto di strada in cattivo stato o con pavimentazione irregolare.                                                                          |
|                  | Dosso                                                        | Segnala un'anomalia altimetrica convessa della strada che limita la visibilità.                                                                        |
|                  | Cunetta                                                      | Segnala un'anomalia altimetrica concava della strada che limita la visibilità.                                                                         |
|                  | Strettoia simmetrica                                         | Segnala un restringimento pericoloso della carreggiata su entrambi i lati.                                                                             |
|                  | Strettoia asimmetrica a destra                               | Segnala un restringimento pericoloso della carreggiata posto sul lato destro.                                                                          |
|                  | Strettoia asimmetrica a sinistra                             | Segnala un restringimento pericoloso della carreggiata posto sul lato sinistro.                                                                        |
|                  | Lavori                                                       | Presegnala cantieri di lavori in corso, depositi temporanei di materiale, presenza di macchinari adibiti ai lavori stradali.                           |
|                  | Strada sdrucciolevole                                        | Presegnala un tratto di strada che in particolari condizioni climatiche od ambientali può diventare sdrucciolevole.                                    |
|                  | Doppio senso di circolazione                                 | Segnala un tratto di strada che da senso unico diventa a doppio senso.                                                                                 |
|                  | Caduta massi                                                 | Presegnala il pericolo di caduta massi dalla parete rocciosa soprastante con possibile presenza di pietre sulla carreggiata.                           |
|                  | Ghiaia                                                       | Presegnala la presenza di pietrisco, di materiale minuto o granaglia che può essere proiettato a distanza o scagliato in aria dai veicoli in transito. |
|                  | Altri pericoli                                               | Segnala un pericolo diverso da quelli indicati negli altri segnali di pericolo.                                                                        |